# (29094) 1981 ED11
(29094) 1981 ED11 est un astéroïde de la ceinture principale d'astéroïdes découvert en 1981.

## Description
(29094) 1981 ED11 a été découvert le 1er mars 1981 à l'observatoire de Siding Spring, situé près de Coonabarabran, en Nouvelle-Galles du Sud, en Australie, par Schelte J. Bus.

### Caractéristiques orbitales
L'orbite de cet astéroïde est caractérisée par un demi-grand axe de 2,44 ua, un périhélie de 1,97 ua, une excentricité de 0,19 et une inclinaison de 7,71° par rapport à l'écliptique. Du fait de ces caractéristiques, à savoir un demi-grand axe compris entre 2 et 3,2 ua et un périhélie supérieur à 1,666 ua, il est classé, selon la JPL Small-Body Database, comme objet de la ceinture principale d'astéroïdes.

### Caractéristiques physiques
(29094) 1981 ED11 a une magnitude absolue (H) de 15,1 et un albédo estimé à 0,509.